# Tito Paris
Aristides Paris, més conegut com a Tito Paris (Mindelo, Illa de São Vicente, Cap Verd, 30 de maig de 1963) és un compositor, cantant i músic de sostinguda trajectòria. Establert des de fa alguns anys a Lisboa, es troba entre els principals divulgadors de la música capverdiana al món.

## Biografia
La seva aproximació a la música té origen en la infància, ja que neix en el si d'una família fortament vinculada en diferents formes amb activitats relacionades a aquest art, d'ells rep les primeres nocions de cant, en tant aprèn a tocar instruments tan variats com el violí, cavaquinho, baix, guitarra o la bateria. A la seva ciutat natal i sent un nen realitza les seves primeres experiències artístiques en discoteques i bars. D'aquesta època, reconeix que les persones que major influència van tenir en la seva formació van ser – entre altres- Luís Morais, Valdlemar Lopes da Silva i Chico Serra.
A l'edat de 19 anys, Tito Paris es trasllada a Lisboa, a petició de Bana, per integrar-se com a músic al seu grup Veu de Cap Verd. A causa que Tito desitjava tocar el baix i se li ofereix integrar-se com bateria, es troba a punt d'abandonar el projecte i emprendre el retorn, quan, es produeix l'allunyament de Bebeto – a la baixa del grup- i és convidat a substituir-ho. Aquesta etapa de la seva carrera es perllonga per espai de 4 anys, sent aquest un temps d'especial importància per a l'artista, ja que l'acumulació de coneixements i experiència permeten a Tito donar començament a un període de treball independent, tornant-se un dels músics capverdians més coneguts de Lisboa, tant, que serà sol·licitat per músics portuguesos de recnom com Rui Veloso o Dany Silva. Ha actuat en països com França, Espanya, Anglaterra, Noruega, EUA, Canadà, entre d'altres.

## Discografia
- 1987 - Fidjo Maguado
- 1994 - Dança Ma Mi Criola
- 1996 - Graça De Tchega
- 1998 - Ao Vivo No B´Leza
- 1999 - Ao Vivo (27/ 07/90)
- 2002 - Guilhermina
- 2005 - Tito Paris Acústico (Edició Africana)
- 2007 - Tito Paris Acústico (Edició Europea)
- 2010 - Mozamverde